# Oecetis kerkyon
Oecetis kerkyon là một loài Trichoptera trong họ Leptoceridae. Chúng phân bố ở vùng Indomalaya.